# Gare de La Penne-sur-Huveaune
Gare de La Penne-sur-Huveaune – przystanek kolejowy w La Penne-sur-Huveaune, w departamencie Delta Rodanu, w regionie Prowansja-Alpy-Lazurowe Wybrzeże, we Francji. Znajduje się nieco z dala od centrum La Penne-sur-Huveaune, w pobliżu autostrady Marsylia – Aubagne. Jest bardzo łatwy dostęp do przystanku, gdyż jest przy nim duży parking, dzięki czemu jest dla mieszkańców Penne, którzy odwiedzają Marsylię codziennie alternatywą do jazdy autostradą.
Został otwarty w 1858 przez Compagnie des chemins de fer de Paris à Lyon et à la Méditerranée (PLM). Jest przystankiem kolejowym Société nationale des chemins de fer français (SNCF), obsługiwanym przez pociągi TER Provence-Alpes-Côte d’Azur.